# 카르티에역
카르티에역 (Station Cartier)은 라발의 라발데라피드와 퐁비오 사이에 있는 몬트리올 지하철 오렌지 선 정차역으로, 2007년 4월 28일에 지하철이 라발로 연장하면서 개통하였다.

## 건축 양식
이 역은 건물 재질과 역 구조에 있어서 비교적 단조롭다. 승강장 층은 단순하지만 분명하게 그어있는 선으로 이루어져있으며, 테라코타 타일 벽 위로 오렌지색 조명이 승강장을 비춘다. 승강장에서 공중 보행로까지 넓은 계단으로 이어지며, 이후 널찍한 개찰구와 에스컬레이터로 이어진다. 라발의 다른 지하철역과 같이, 에스컬레이터 구간 천장은 햇빛이 들어오도록 채광창을 설치하였다.
이 역의 출입구는 두 층에 걸쳐 삼각형 모양으로 되어있는데, 에스컬레이터 끝에는 양쪽 출입구로 계단이 나있다. 역 출입구 앞에는 정원이 있는데, 이는 바쁜 교차로에 인간적인 면을 살리고 역에 생기를 불어넣고자 설치되었다. 이 정원에는 공공 예술 작품으로 큰 스테인레스 철탑인 《인류는 생각하는 갈대 III》 (L'homme est un roseau pensant III)가 설치되어있는데, 이 탑은 여러 의미를 내포하고 있다. 첫째로 철탑의 수직성은 수평으로 쭉 뻗어있는 역 건물을 보완하고 둘째로 철탑과 움푹 가라앉은 정원은 오랜 시간 전에 이 역 부지에 있었던 습지를 연상시키며 철탑은 갈대나 왜가리를 상징할 수도 있다. 마지막으로 철탑은 지하철역이 이 지역의 중심이 되는 건물로써 등대 역할을 하기도 한다.
2009년 5월 22일에는 두 번째 출입구가 추가되었는데, 움푹 가라앉은 정문에서 떨어진 이 출입구는 긴 보행자 터널로 이어져있다. 긴 터널을 지나고 지상층으로 올라가면 두 번째 공공 예술 작품인 이브 프루의 《천장에 걸린 그림》 (Dessins suspendus)으로 세 쌍의 반원 꽃 또는 프로펠러 모양의 철제 장식이 천장에 매달려있다. 역 건물 뒤로는 버스 터미널 건물이 환승 허브 역할을 수행하는데, 이곳에는 라발 교통공사의 시내버스와 엑소 광역버스가 정차하며, 마외와 갈랑이 운영하는 시외버스도 여기에 정차한다. 이 터미널에는 또한 482대의 무료 주차 공간, 127대의 유료 주차 공간, 20대의 카풀 정차 공간, 두 대의 전기차 충전 공간, 71대의 자전거 거치대, 8대의 장애인 전용 주차 공간이 있다. 대합실 중앙은 버스 승강장으로 이어지고 남쪽에는 편의점과 카페, 엑소 광역버스 매표소 및 주차장으로 이어진다.

## 역명 유래
조르주에티엔 카르티에 (1814-1873)는 캐나다 연방의 아버지 중 한 명으로 일컫는 로어캐나다의 정치인으로, 애국 혁명파를 위해 싸웠고 버몬트주로 망명하였다. 캐나다로 돌아온 뒤 카르티에는 캐나다주 의원으로 지냈으며, 이후 총리를 역임하였다. 그는 캐나다 연방에서 프랑스계 캐나다인들의 지지를 이끌어내는 데 큰 역할을 하였으며 런던에서 생을 마감하였다.

## 버스 연결편
카르티에역에서는 라발 교통공사 (Société de transport de Laval, STL) 시내버스와 엑소 로랑티드 (Exo Laurentides) 광역버스로 갈아탈 수 있는데, 버스 터미널은 총 11개의 승강장으로 이루어져 있고 대합실과 각 승강장에 설치된 전광판으로 다음 버스의 출발 시각을 실시간으로 파악할 수 있다.

### 라발 교통공사 (STL)
| 노선 번호 | 노선 명칭               | 노선 명칭                             | 승강장        |
| --------- | ----------------------- | ------------------------------------- | ------------- |
| 2         | 앙리부라사 - 몽모랑시   | Henri-Bourassa                        | 2             |
| 12        | 퐁비오 - 카르티에역     | Pont-Viau - Métro Cartier             | 10            |
| 17        | 오퇴유 - 카르티에역     | Auteuil - Métro Cartier               | 2             |
| 20        | 쇼메데 - 카르티에역     | Chomedey - Métro Cartier              | 8             |
| 24        | 생트도로테 - 카르티에역 | Sainte-Dorothée - Métro Cartier       | 8             |
| 27        | 비몽 - 카르티에역       | Vimont - Métro Cartier                | 4             |
| 31        | 오퇴유 - 앙리 부라사역  | Auteuil - Métro Henri-Bourassa        | 2 (북) 5 (남) |
| 33        | 몽모랑시역 - 카르티에역 | Métro Montmorency - Métro Cartier     | 7             |
| 37        | 쇼메데 - 카르티에역     | Chomedey - Métro Cartier              | 7             |
| 41        | 오퇴유 - 카르티에역     | Auteuil - Métro Cartier               | 4             |
| 43        | 오퇴유 - 카르티에역     | Auteuil - Métro Cartier               | 4             |
| 48        | 뒤베르네 - 카르티에역   | Duvernay - Métro Cartier              | 9             |
| 58        | 생뱅상드폴 - 카르티에역 | Saint-Vincent-de-Paul - Métro Cartier | 10            |
| 60        | 쇼메데 - 카르티에역     | Chomedey - Métro Cartier              | 6             |
| 63        | 생트로즈역 - 카르티에역 | Gare Sainte-Rose - Métro Cartier      | 7             |
| 70        | 몽모랑시역 - 카르티에역 | Métro Montmorency - Métro Cartier     | 10            |
| 73        | 파브르빌 - 카르티에역   | Fabreville - Métro Cartier            | 3             |
| 74        | 생프랑수아 - 카르티에역 | Saint-François - Métro Cartier        | 3             |
| 901       | 생프랑수아 - 카르티에역 | Saint-François - Métro Cartier        | 6             |

### 엑소 로랑티드 (CITL)
| 노선 번호 | 노선 명칭           | 노선 명칭                       | 승강장 |
| --------- | ------------------- | ------------------------------- | ------ |
| 24        | 생탄데플랭 - 라발   | Sainte-Anne-des-Plaines - Laval | 12     |
| 28        | 부아데필리옹 - 라발 | Bois-des-Filion - Laval         | 12     |

## 인근 명소
- 카르티에 아레나 (Aréna Cartier)
- 카르티에 공원 (Parc Cartier)
- 라발시 법원 (Cour municipale de Laval)
- 엉식 다리 (Pont Ahuntsic)

## 인접한 역
| STM 오렌지 선               | STM 오렌지 선 | STM 오렌지 선              |
| --------------------------- | ------------- | -------------------------- |
| 앙리 부라사 코트베르튀 방면 | 오렌지 선     | 드라콩코르드 몽모랑시 방면 |